# Groveton (Texas)
Groveton è un comune (city) degli Stati Uniti d'America e capoluogo della contea di Trinity nello Stato del Texas. La popolazione era di 1.057 abitanti al censimento del 2010.

## Geografia fisica
Groveton è situata a 32°23′46″N 100°51′44″W (32.396163, -100.862137).
Secondo lo United States Census Bureau, la città ha una superficie totale di 13,81 km², dei quali 13,81 km² di territorio e 0 km² di acque interne (0% del totale).

## Società

### Evoluzione demografica
Secondo il censimento del 2010, la popolazione era di 1.057 abitanti.

### Etnie e minoranze straniere
Secondo il censimento del 2010, la composizione etnica della città era formata dal 79,18% di bianchi, il 5,09% di afroamericani, l'1,09% di nativi americani, lo 0,24% di asiatici, lo 0% di oceanici, l'11,92% di altre razze, e il 2,48% di due o più etnie. Ispanici o latinos di qualunque razza erano il 43,17% della popolazione.